# Натали Брукс
«Натали Брукс» (англ. Natalie Brooks) — серия компьютерных игр, выпущенная компанией «Alawar» при сотрудничестве с компанией «Mail.ru», являющаяся одной из первых казуальных игр квестов в рунете. Все игры серии — детективные квесты в стиле «поиск предметов».

## История
2004 год — компания «Alawar» одной из первых вошла на рынок России для разработки казуальных игр.
2007 год — выпущена первая игра серии «Натали Брукс. Тайна наследства». Успех игры привёл к созданию продолжения.
2008 год — компания Mail.ru заключила эксклюзивный контракт с Alawar Entertainment о продаже казуальных игр.
2008 год — игра стала доступна в социальной сети Мой мир@Mail.Ru.

## Сюжет
Главной героиней серии является Натали Брукс — любопытная и авантюрная девушка. Игры серии также включают множество различных персонажей. Сюжеты игр серии заключаются в раскрытии загадок и преступлений:
- «Натали Брукс. Тайна наследства» — Натали Брукс посвящена раскрытию тайн, связанных с оставленных её бабушкой, наследством[5][6].
- «Натали Брукс. Сокровища затерянного королевства» — Натали Брукс ищет известного историка являющегося её дедушкой. При поиске девушке приходится решать различные головоломки, описанные комиксах и дневниках. (Жанр: приключения + головоломка, объём памяти: 85,1МБ)[2][7][8][9].
- «Натали Брукс. Тайны одноклассников» — Натали Брукс ищет друга детства, художника Чада Робертсона (Жанр: приключения + поиск предметов, объём памяти: 99МБ)[10].

## Восприятие
Первая игра получила в основном положительные отзывы. Критикам понравилась хорошая графика, достаточно интересный сюжет, интересные головоломки, но отметили что игра коротковата. Остальные части серии тоже получились хорошими. Серия Натали Брукс стала одной из самых популярных у Alawar.

## Требования к серии игр
- Платформа (минимальные требования): процессор с частотой 1 ГГц, оперативная память 1ГБ, DirectX 9.0
- Операционная система: Windows XP, Vista, Windows 7
- Лицензия: распространяется по покупке или подписке[11]
- Разработчик: компания «Alawar»[12].